# Leeds United AFC säsongen 2010/2011
Leeds United var säsongen 2010/11 återigen tillbaks i Championship efter tre år i League One och laget låg länge på slutspelsplats men tappade mot slutet för att hamna på en slutlig 7:e plats. Laget missade därmed slutspel med minsta möjliga marginal. För första gången på 21 år inledde Leeds ligaspelet med en förlust, nämligen hemma mot Derby. I ligacupen åkte laget ut i andra omgången och i FA-cupen i sin första match där de mötte Premier League-laget Arsenal och lyckades nå omspel efter att ha spelat oavgjort 1–1 borta där Arsenal kvitterade på straff i slutminuterna.
Laget gjorde hela 81 ligamål under säsongen, och för första gången sedan säsongen 1990/91 gjorde fyra spelare tio eller fler mål under en säsong: Luciano Becchio (20 mål), Max Gradel (18), Davide Somma (12) och Jonathan Howson (11). Lagets supportrars och klubbens spelares utmärkelser till Årets spelare gick båda till Max Gradel och utmärkelsen till Årets unge spelare gick till Jonathan Howson. 
Lagets publikgenomsnitt på hemmamatcherna under säsongen var 27 299 vilket var högst i hela Championship. Enligt en officiell rapport spenderade Leeds £788 630 på agentarvoden under säsongen vilket placerade klubben på nionde plats över de klubbar som spenderat mest säsongen 2010/2011 i Championship.
Mot slutet av säsongen klargör ägandeskapet i klubben och att klubbens ordförande Ken Bates är majoritetägare.

## Ligatabell
Sluttabell i Championship säsongen 2010-2011.
| Nr | Lag                    | S  | V  | O  | F  | GM | IM | MS  | P  |
| -- | ---------------------- | -- | -- | -- | -- | -- | -- | --- | -- |
| 1  | Queens Park Rangers FC | 46 | 24 | 16 | 6  | 71 | 32 | +39 | 88 |
| 2  | Norwich City FC        | 46 | 23 | 15 | 8  | 83 | 58 | +25 | 84 |
| 3  | Swansea City FC        | 46 | 24 | 8  | 14 | 69 | 42 | +27 | 80 |
| 4  | Cardiff City FC        | 46 | 23 | 11 | 12 | 76 | 54 | +22 | 80 |
| 5  | Reading FC             | 46 | 20 | 17 | 9  | 77 | 51 | +26 | 77 |
| 6  | Nottingham Forest FC   | 46 | 20 | 15 | 11 | 69 | 50 | +19 | 75 |
| 7  | Leeds United AFC       | 46 | 19 | 15 | 12 | 81 | 70 | +11 | 72 |

|  | The Championship mästare och kvalificerade till Premier League säsongen 2011–2012. |
|  | Direktkvalificerade till Premier League säsongen 2011–2012.                        |
|  | Kvalificerade för playoff till Premier League säsongen 2011–2012.                  |

## Summering av säsongen

### Juli 2010
Leeds spelade sex träningsmatcher under försäsongen vilket resulterade i fyra vinster och två förluster.

### Augusti 2010
Leeds inledde ligaspelet med en förlust hemma mot Derby. Det var första gången på 21 år som Leeds förlorade inledningsmatchen i ligan, det vill säga sedan säsongen 1989/1990.

### Maj 2011
Den 3 maj klargjorde klubben via ett offentligt uttalande ägandeskapet i klubben där det framgår att klubbens ordförande Ken Bates konsoliderade sitt ägandeskap i klubben genom ett majoritetsägarskap. Meddelandet lyder sammanfattningsvis:
Leeds United Football Club Limited ("LUFC"), det företag som äger andelen i Football League, är medlem av West Riding County Football Association en associerad medlem av Football Association. LUFC ägs till fullo av Leeds City Holdings Limited ("LCH") som består av fem oberoende aktieägare av vilka fyra äger totalt 27,15% av aktierna. de resterande 72,85% (=102 miljoner aktier) ägs av FSF Limited. Outro Limited, ett bolag som är helägt av Bates, köpte FSF Limited den 26 april 2011 och är därmed den kontollerande aktieägaren av LUFC.
Lagets publikgenomsnitt på hemmamatcherna under säsongen var 27 299 vilket var högst i hela Championship. Lagets bästa publiksiffra var 38 232 mot Arsenal den 19 januari 2011 i omspelet i FA-cupens i tredje omgång. I ligaspelet var det 33 622 mot Sheffield United den 25 september 2010.

## Spelare

### Spelarstatistik
| Nr | Namn              | Nationalitet    | Position | Ålder | I Leeds sedan | Matcher | Mål | Kontrakt t.o.m. | Transfer | Notering  |
| -- | ----------------- | --------------- | -------- | ----- | ------------- | ------- | --- | --------------- | -------- | --------- |
| 1  | Kasper Schmeichel | Danmark         | MV       | 24    | 2010          | 40      | 0   | 2012            | Fri      | [ 4 ]     |
| 2  | Paul Connolly     | England         | F        | 27    | 2010          | 33      | 0   | 2013            | Fri      | LUFC news |
| 3  | Patrick Kisnorbo  | Australien      | F        | 29    | 2009          | 36      | 1   | 2011            | Fri      | LUFC news |
| 4  | Alex Bruce        | England         | F        | 26    | 2010          | 26      | 1   | 2012            | £300k    | LUFC news |
| 6  | Richard Naylor    | England         | F        | 33    | 2009          | 76      | 4   | 2011            | Fri      | [ 9 ]     |
| 7  | Max Gradel        | Elfenbenskusten | MF       | 23    | 2009          | 79      | 24  | 2012            | £250k    | LUFC news |
| 8  | Neil Kilkenny     | Australien      | MF       | 25    | 2008          | 144     | 11  | 2011            | £150k    | [ 12 ]    |
| 9  | Billy Paynter     | England         | A        | 26    | 2010          | 23      | 1   | 2013            | Fri      | LUFC news |
| 10 | Luciano Becchio   | Argentina       | A        | 27    | 2008          | 147     | 56  | 2014            | £300k    | News      |
| 11 | Lloyd Sam         | England         | MF       | 26    | 2010          | 20      | 3   | 2012            | Fri      | LUFC news |
| 12 | Shane Higgs       | England         | MV       | 33    | 2009          | 29      | 0   | 2011            | Fri      | [ 16 ]    |
| 13 | Mike Grella       | USA             | A        | 23    | 2009          | 42      | 5   | 2012            | Fri      | BBC news  |
| 14 | Jonathan Howson   | England         | MF       | 22    | 2006          | 203     | 28  | 2012            | Ungdom   | LUFC news |
| 15 | Adam Clayton      | England         | MF       | 21    | 2010          | 4       | 0   | 2013            | Okänd    | LUFC news |
| 16 | Bradley Johnson   | England         | MF       | 23    | 2008          | 140     | 17  | 2011            | £250k    | [ 20 ]    |
| 17 | Jake Livermore    | England         | MF       | 21    | 2011          | 5       | 0   | 2011            | Lån      | [ 21 ]    |
| 18 | Sanchez Watt      | England         | MF       | 19    | 2010          | 33      | 1   | 2011            | Lån      | [ 22 ]    |
| 19 | Ben Parker        | England         | F        | 23    | 2007          | 54      | 1   | 2012            | Ungdom   | [ 23 ]    |
| 20 | Eric Lichaj       | USA             | F        | 22    | 2011          | 16      | 0   | 2011            | Lån      | [ 24 ]    |
| 21 | Federico Bessone  | Argentina       | F        | 26    | 2010          | 8       | 0   | 2013            | Fri      | LUFC news |
| 22 | David González    | Colombia        | MV       | 28    | 2011          | 0       | 0   | 2011            | Lån      | [ 26 ]    |
| 23 | Robert Snodgrass  | Skottland       | A        | 23    | 2008          | 145     | 28  | 2013            | £ 35k    | BBC news  |
| 26 | Leigh Bromby      | England         | F        | 30    | 2009          | 52      | 1   | 2013            | £250k    | LUFC news |
| 27 | Davide Somma      | Sydafrika       | A        | 25    | 2009          | 34      | 12  | 2014            | Fri      | LUFC news |
| 29 | George McCartney  | Nordirland      | F        | 29    | 2010          | 32      | 0   | 2011            | Lån      | [ 30 ]    |
| 32 | Aidan White       | England         | F        | 19    | 2008          | 26      | 0   | 2012            | Ungdom   | LUFC news |
| 33 | Ramón Núñez       | Honduras        | MF       | 25    | 2010          | 2       | 0   | 2011            | Fri      | LUFC news |
| 36 | Tom Lees          | England         | F        | 20    | 2008          | 0       | 0   | 2013            | Ungdom   | LUFC news |
| 37 | Will Hatfield     | England         | MF       | 19    | 2009          | 0       | 0   | 2011            | Ungdom   | [ 35 ]    |
| 40 | Andy O'Brien      | England         | F        | 31    | 2010          | 31      | 2   | 2010            | Okänd    | LUFC news |
| 44 | Ross McCormack    | Skottland       | A        | 24    | 2010          | 21      | 2   | 2013            | £350k    | LUFC news |

Referens spelarnummer 
 Uppdaterad till och med 7 maj 2011. Matcher = det totala antal matcher som spelaren spelat från start samt gjorda inhopp för Leeds. Mål innefattar mål i samtliga turneringar dvs i ligan (inklusive slutspel), FA-cupen, ligacupen och Football League Trophy. Fri = spelaren kom på s.k. Free transfer, Ungdom= spelare som avancerat från klubbens egen ungdomsverksamhet. Positioner: A = Anfallare, MV = Målvakt, MF = Mittfältare, F = Försvarare. Spelarnas ålder den 31 dec 2010 anges inom parentes ().

### Den vanligaste laguppställningen
Den vanligaste laguppställningen är baserad på lagets vanligaste spelsystem 4-2-3-1. 
De namngivna spelarna är de som spelade i respektive position flest gånger.

### Ledande målskyttar säsongen 2009-2010
| Namn             | Nr | Nat       | Pos | Mål Ligan | Mål FA-cupen | Mål Ligacupen | Mål Totalt | Notering |
| ---------------- | -- | --------- | --- | --------- | ------------ | ------------- | ---------- | -------- |
| Luciano Becchio  | 10 | Argentina | A   | 19        | 0            | 1             | 20         |          |
| Max Gradel       | 7  | England   | MF  | 18        | 0            | 0             | 18         |          |
| Davide Somma     | 27 | Skottland | MF  | 11        | 0            | 1             | 12         |          |
| Jonathan Howson  | 14 | Skottland | MF  | 10        | 0            | 1             | 11         |          |
| Robert Snodgrass | 23 | Skottland | MF  | 6         | 1            | 0             | 7          |          |

Innefattar enbart tävlingsmatcher under pågående säsong. 

## Lagkaptener
| Namn            | Nr | Nationalitet | Position | Matcher som kapten | Notering |
| --------------- | -- | ------------ | -------- | ------------------ | -------- |
| Jonathan Howson | 14 | England      | MF       | 37                 |          |
| Richard Naylor  | 6  | England      | F        | 13                 |          |

## Biljettpriser 2010/2011

### Matchbiljetter
Nedanstående priser är ordinarie biljettpris för en vuxen person på Leeds Uniteds hemmamatcher säsongen 2010/2011.
| Läktarsektion                 | Typ   | Pris per Kategori | Pris per Kategori | Pris per Kategori | Notering                               |
| Läktarsektion                 | Typ   | C                 | B                 | A                 | Notering                               |
| ----------------------------- | ----- | ----------------- | ----------------- | ----------------- | -------------------------------------- |
| Familjesektionen              | Vuxen | £18               | £22               | £25               | Motsvarar ungefär 190–260 kronor (SEK) |
| Östra centrala nedre & Västra | Vuxen | £26               | £32               | £34               | Motsvarar ungefär 270–350 kronor (SEK) |
| Norra & Södra                 | Vuxen | £18               | £24               | £29               | Motsvarar ungefär 190–300 kronor (SEK) |

### Säsongsbiljetter
Nedanstående priser är ordinarie säsongsbiljettpris för en vuxen person, det vill säga biljett till samtliga hemmamatcher för Leeds Uniteds säsongen 2010/2011.
| Läktarsektion        | Typ   | Pris | Notering                             |
| -------------------- | ----- | ---- | ------------------------------------ |
| Familjesektionen     | Vuxen | £480 | Motsvarar ungefär 4 900 kronor (SEK) |
| Östra centrala nedre | Vuxen | £670 | Motsvarar ungefär 6 800 kronor (SEK) |
| Norra                | Vuxen | £540 | Motsvarar ungefär 5 500 kronor (SEK) |
| Västra               | Vuxen | £670 | Motsvarar ungefär 6 800 kronor (SEK) |

## Utmärkelser

### Klubbens interna utmärkelser

#### Officiella utmärkelser som Årets spelare, etc
Resultatet av Leeds United utmärkelser som årets spelare offentliggjordes i samband med en middag i klubbens regi vid Elland Road den 30 april 2011.
- Årets spelare: Max Gradel
- Årets unge spelare: Jonathan Howson
- Spelarnas val till Årets spelare: Max Gradel
- Årets mål: Bradley Johnson (vs Arsenal, 19 januari 2011)
- Utmärkelse för Främsta samhällsbidrag: Jonathan Howson
- Ordförandens Specialutmärkelse: Harvey Sharman (Chefssjukgymnast)

### Externa utmärkelser

#### Veckans spelare (Championship)
Följande Leeds spelare har blivit valda till det officiella Championship veckans lag.
- 31 augusti: Kasper Schmeichel, Richard Naylor
- 27 september: Bradley Johnson
- 18 oktober: Luciano Becchio
- 1 november: Jonathan Howson, Andy O'Brien
- 8 november: Robert Snodgrass
- 15 november: Luciano Becchio
- 22 november: Max Gradel
- 6 december: Robert Snodgrass, Luciano Becchio
- 13 december: Jonathan Howson
- 20 december: Kasper Schmeichel, Robert Snodgrass, Max Gradel
- 14 februari: Eric Lichaj, Robert Snodgrass, Max Gradel
- 21 februari: Robert Snodgrass
- 7 mars: Jonathan Howson, Max Gradel
- 4 april: Leigh Bromby, Max Gradel

#### Övriga
- PFA Supportrars Månadens spelare (Championship): Luciano Becchio (November[44]), Robert Snodgrass (Januari,[45] Februari[46]), Jonathan Howson (April[47])
- Månadens Manager (Championship): Simon Grayson (December[48])
- FA-cupen Omgångens spelare: Kasper Schmeichel (3:e omgången[49])

## Spelartransaktioner

### Agentarvoden
Enligt en officiell rapport från The Football League spenderade Leeds £788 630 på agentarvoden under säsongen vilket placerade klubben på nionde plats över de klubbar som spenderat mest säsongen 2010/2011 i Championship. Summan är baserad på totalt 58 transaktioner fördelat på 21 nyregistreringar/transfers, 8 uppdaterade kontrakt, 10 cancellerade kontrakt samt 19 lån. Queens Park Rangers var den klubb som spenderat mest med £1 770 262, därefter Middlesbrough med £1 598 228 och Leicester City med 1 280 200.

### Nya spelare som köptes in under säsongen
| Namn              | Status      | Nationalitet | Nr  | Position | Ålder | Från                 | Fönster | Kontrakt t.o.m. | Summa  | Notering           |
| ----------------- | ----------- | ------------ | --- | -------- | ----- | -------------------- | ------- | --------------- | ------ | ------------------ |
| Kasper Schmeichel | Fri spelare | Danmark      | 1   | MV       | 23    | Notts County FC      | Sommar  | 2012            | fri    | Leeds United news  |
| Billy Paynter     | Fri spelare | England      | 9   | A        | 25    | Swindon Town FC      | Sommar  | 2013            | fri    | Leeds United news  |
| Paul Connolly     | Fri spelare | England      | 2   | F        | 26    | Derby County FC      | Sommar  | 2013            | fri    | Leeds United news  |
| Federico Bessone  | Fri spelare | Argentina    | 21  | F        | 26    | Swansea City FC      | Sommar  | 2013            | fri    | Leeds United news  |
| Neill Collins     | Köp         | Skottland    | 5   | F        | 26    | Preston North End FC | Sommar  | 2013            | £500k  | Leeds United news  |
| Lloyd Sam         | Fri spelare | England      | 11  | MF       | 25    | Charlton Athletic FC | Sommar  | 2012.           | fri    | Leeds United news  |
| Alex Bruce        | Köp         | England      | 4   | F        | 25    | Ipswich Town FC      | Sommar  | 2012            | £300k. | Leeds United news  |
| Ross McCormack    | Köp         | Skottland    | 44  | A        | 24    | Cardiff City FC      | Sommar  | 2013            | £350k. | Leeds United news  |
| Ramón Núñez       | Fri spelare | Honduras     | 33  | MF       | 24    | C.D. Olimpia         | Sommar  | 2011            | fri    | Leeds United news  |
| Adam Clayton      | Köp         | England      | 15  | MF       | 21    | Manchester City FC   | Sommar  | 2013            | Okänd  | Leeds United news: |
| Amdy Faye         | Fri spelare | Senegal      | 17  | MF       | 33    | Stoke City FC        | Sommar  | 2011            | fri    | Leeds United news  |
| Tony Warner       | Fri spelare | England      | —   | MV       | 36    | Charlton Athletic FC | Sommar  | 20105           | fri    | Leeds United news  |
| Andy O'Brien      | Köp         | Irland       | 40  | F        | 31    | Bolton Wanderers FC  | Vinter  | 2013            | Okänd  | Leeds United news  |
| Zac Thompson      | Fri spelare | England      | TBA | MF       | 18    | Everton FC           | Vinter  | 2011            | fri    | Leeds United news  |

### Spelare som lånades in under säsongen
| Namn              | Nationalitet | Position | Nr | Ålder | Från              | Fr.o.m | T.o.m. | Källa1       | Källa2       |
| ----------------- | ------------ | -------- | -- | ----- | ----------------- | ------ | ------ | ------------ | ------------ |
| Sanchez Watt      | England      | MF       | 18 | 34    | Arsenal           | 3 Aug  | 7 maj  | Leeds United | BBC Sport    |
| Adam Clayton      | England      | MF       | 15 | 21    | Manchester City   | 6 Aug  | 31 Aug | Leeds United | Leeds United |
| Jason Brown       | England      | MV       | 30 | 28    | Blackburn Rovers  | 11 Sep | 15 Nov | Leeds United | Leeds United |
| George McCartney  | Nordirland   | F        | 29 | 29    | Sunderland        | 23 Sep | 28 Dec | Leeds United | Leeds United |
| Deale Chamberlain | England      | MV       | —  | 18    | Liverpool         | 2 Okt  | 31 Okt | Liverpool    | Liverpool    |
| Ben Alnwick       | England      | MV       | 31 | 23    | Tottenham Hotspur | 15 Okt | 28 Okt | Leeds United | LUTV         |
| Andy O'Brien      | Irland       | F        | 40 | 31    | Bolton Wanderers  | 29 Okt | 4 Jan  | Leeds United | Leeds United |
| George McCartney  | Nordirland   | F        | 29 | 43    | Sunderland        | 14 Jan | 7 maj  | Leeds United | BBC Sport    |
| David González    | Colombia     | MV       | 22 | 42    | Manchester City   | 31 Jan | 7 maj  | Leeds United | BBC Sport    |
| Eric Lichaj       | USA          | F        | 20 | 36    | Aston Villa       | 9 Feb  | 7 maj  | Leeds United | BBC Sport    |
| Barry Bannan      | Skottland    | MF       | 25 | 21    | Aston Villa       | 7 Mar  | 28 Apr | Leeds United | Leeds United |
| Jake Livermore    | England      | MF       | 17 | 35    | Tottenham Hotspur | 24 Mar | 7 maj  | Leeds United | BBC Sport    |

## Säsongens matchfakta

### Ligaplacering per omgång
| Omgång    | 1  | 2  | 3 | 4 | 5 | 6 | 7  | 8 | 9  | 10 | 11 | 12 | 13 | 14 | 15 | 16 | 17 | 18 | 19 | 20 | 21 | 22 | 23 | 24 | 25 | 26 | 27 | 28 | 29 | 30 | 31 | 32 | 33 | 34 | 35 | 36 | 37 | 38 | 39 | 40 | 41 | 42 | 43 | 44 | 45 | 46 |
| --------- | -- | -- | - | - | - | - | -- | - | -- | -- | -- | -- | -- | -- | -- | -- | -- | -- | -- | -- | -- | -- | -- | -- | -- | -- | -- | -- | -- | -- | -- | -- | -- | -- | -- | -- | -- | -- | -- | -- | -- | -- | -- | -- | -- | -- |
| Spelplats | H  | B  | H | B | H | B | B  | H | H  | B  | B  | H  | H  | B  | B  | H  | H  | B  | B  | H  | B  | H  | B  | H  | H  | B  | H  | B  | B  | H  | B  | H  | H  | B  | H  | B  | H  | B  | H  | B  | B  | H  | H  | B  | H  | B  |
| Result    | F  | O  | V | V | V | F | O  | V | F  | F  | V  | F  | F  | V  | V  | O  | V  | O  | O  | V  | V  | V  | O  | O  | O  | F  | V  | O  | O  | V  | V  | O  | O  | F  | V  | V  | O  | F  | V  | F  | F  | O  | O  | F  | V  | V  |
| Position  | 16 | 16 | 9 | 6 | 5 | 9 | 12 | 5 | 10 | 10 | 9  | 10 | 16 | 12 | 8  | 8  | 5  | 5  | 7  | 6  | 4  | 2  | 3  | 4  | 4  | 5  | 5  | 5  | 6  | 6  | 6  | 6  | 6  | 6  | 6  | 5  | 5  | 5  | 5  | 6  | 6  | 6  | 7  | 9  | 7  | 7  |

### Championship
| 1 7 aug 2010 | Leeds United | 1–2       | Derby County                 | Leeds                                                  |  |  |
| 17:15 BST    | Becchio 15′  | (Rapport) | Hulse 13′ Commons 26′ (str.) | Arena: Elland Road Publik: 26,761 Domare: N. Swarbrick |  |  |
|              |              |           |                              |                                                        |  |  |

| 2 15 aug 2010 | Nottingham Forest | 1–1       | Leeds United | Nottingham                                         |  |  |
| 13:15 BST     | Blackstock 9′     | (Rapport) | Sam 37′      | Arena: City Ground Publik: 24,986 Domare: T. Bates |  |  |
|               |                   |           |              |                                                    |  |  |

| 3 21 aug 2010 | Leeds United             | 3–1       | Millwall          | Leeds                                                |  |  |
| 12:30 BST     | Sam 32′ Somma 79′, 90+4′ | (Rapport) | Naylor 15′ (sjm.) | Arena: Elland Road Publik: 25,067 Domare: C. Webster |  |  |
|               |                          |           |                   |                                                      |  |  |

| 4 28 aug 2010 | Watford | 0–1       | Leeds United | Watford                                                   |  |  |
| 15:00 BST     |         | (Rapport) | Naylor 6′    | Arena: Vicarage Road Publik: 14,039 Domare: J. Lingington |  |  |
|               |         |           |              |                                                           |  |  |

| 5 11 sep 2010 | Leeds United            | 2–1       | Swansea City | Leeds                                               |  |  |
| 15:00 BST     | Johnson 55′ Becchio 63′ | (Rapport) | Dobbie 13′   | Arena: Elland Road Publik: 26,453 Domare: G. Hegley |  |  |
|               |                         |           |              |                                                     |  |  |

| 6 14 sep 2010 | Barnsley                                                              | 5–2       | Leeds United        | Barnsley                                        |  |  |
| 19:45 BST     | O'Connor 42′ O'Brien 49′ Arismendi 65′ Collins 82′ (sjm.) Hammill 83′ | (Rapport) | Howson 3′ Somma 86′ | Arena: Oakwell Publik: 20,309 Domare: S. Tanner |  |  |
|               |                                                                       |           |                     |                                                 |  |  |

| 7 17 sep 2010 | Doncaster Rovers | 0–0       | Leeds United | Doncaster                                         |  |  |
| 19:45 BST     |                  | (Rapport) |              | Arena: Keepmoat Publik: 13,293 Domare: K. Woolmer |  |  |
|               |                  |           |              |                                                   |  |  |

| 8 25 sep 2010 | Leeds United              | 1–0       | Sheffield United | Leeds                                               |  |  |
| 15:00 BST     | Johnson 83′ Snodgrass 88' | (Rapport) | Ward 90+2'       | Arena: Elland Road Publik: 33,622 Domare: A. Taylor |  |  |
|               |                           |           |                  |                                                     |  |  |

| 9 28 sep 2010 | Leeds United                         | 4–6       | Preston North End                                           | Leeds                                               |  |  |
| 19:45 BST     | Becchio 15′ Bruce 20′ Somma 27′, 39′ | (Rapport) | Parkin 5′, 40′, 64′ Treacy 54′ Davidson 58′ (str.) Hume 79′ | Arena: Elland Road Publik: 22,727 Domare: N. Miller |  |  |
|               |                                      |           |                                                             |                                                     |  |  |

| 10 02 okt 2010 | Ipswich Town           | 2–1       | Leeds United            | Ipswich                                            |  |  |
| 15:00 BST      | Scotland 19′ Smith 83′ | (Rapport) | Snodgrass 72′ Bruce 79' | Arena: Portman Road Publik: 23,105 Domare: K. Hill |  |  |
|                |                        |           |                         |                                                    |  |  |

| 11 17 okt 2010 | Middlesbrough | 1–2       | Leeds United          | Middlesbrough                                  |  |  |
| 17:20 BST      | Boyd 53′      | (Rapport) | Somma 12′ Becchio 63′ | Arena: Riverside Publik: 23,550 Domare: C. Foy |  |  |
|                |               |           |                       |                                                |  |  |

| 12 19 okt 2010 | Leeds United | 1–2       | Leicester City          | Leeds                                                   |  |  |
| 19:45 BST      | Becchio 83′  | (Rapport) | Naughton 63′ Howard 81′ | Arena: Elland Road Publik: 22,775 Domare: D. Whitestone |  |  |
|                |              |           |                         |                                                         |  |  |

| 13 25 okt 2010 | Leeds United | 0–4       | Cardiff City                            | Leeds                                               |  |  |
| 19:45 BST      |              | (Rapport) | Bothroyd 22′, 56′ Chopra 51′ Naylor 60′ | Arena: Elland Road Publik: 20,747 Domare: M. Oliver |  |  |
|                |              |           |                                         |                                                     |  |  |

| 14 30 okt 2010 | Scunthorpe United | 1–4       | Leeds United                   | Scunthorpe                                          |  |  |
| 15:00 BST      | Byrne 27′         | (Rapport) | Gradel 8′ Howson 60′, 74′, 75′ | Arena: Glanford Park Publik: 8,122 Domare: R. Booth |  |  |
|                |                   |           |                                |                                                     |  |  |

| 15 6 nov 2010 | Coventry City             | 2–3       | Leeds United                              | Coventry                                            |  |  |
| 15:00 GMT     | Jutkiewicz 52′ Turner 64′ | (Rapport) | Howson 4′ Snodgrass 40′ Gradel 61′ (str.) | Arena: Ricoh Arena Publik: 28,184 Domare: K. Stroud |  |  |
|               |                           |           |                                           |                                                     |  |  |

| 16 10 nov 2010 | Leeds United            | 2–2       | Hull City                                  | Leeds                                               |  |  |
| 19:45 GMT      | Johnson 33′ O'Brien 71′ | (Rapport) | Bostock 14′ Johnson 81′ (sjm.) Bostock 77' | Arena: Elland Road Publik: 24,906 Domare: K. Friend |  |  |
|                |                         |           |                                            |                                                     |  |  |

| 17 13 nov 2010 | Leeds United          | 3–1       | Bristol City | Leeds                                                 |  |  |
| 15:00 GMT      | Becchio 65′, 69′, 83′ | (Rapport) | Stead 67′    | Arena: Elland Road Publik: 27,567 Domare: P. Crossley |  |  |
|                |                       |           |              |                                                       |  |  |

| 18 20 nov 2010 | Norwich City | 1–1       | Leeds United | Norwich                                              |  |  |
| 15:00 GMT      | Barnett 65′  | (Rapport) | Gradel 13′   | Arena: Carrow Road Publik: 26,315 Domare: M. Russell |  |  |
|                |              |           |              |                                                      |  |  |

| 19 27 nov 2010 | Reading | 0–0       | Leeds United | Reading                                                  |  |  |
| 15:00 GMT      |         | (Rapport) |              | Arena: Madjeski Stadium Publik: 23,677 Domare: F. Graham |  |  |
|                |         |           |              |                                                          |  |  |

| 20 4 dec 2010 | Leeds United     | 2–1       | Crystal Palace | Leeds                                               |  |  |
| 15:00 GMT     | Becchio 81′, 83′ | (Rapport) | Danns 44′      | Arena: Elland Road Publik: 25,476 Domare: A. Haines |  |  |
|               |                  |           |                |                                                     |  |  |

| 21 11 dec 2010 | Burnley                  | 2–3       | Leeds United                      | Burnley                                          |  |  |
| 15:00 GMT      | Easton 29′ Rodriguez 37′ | (Rapport) | Gradel 52′ Becchio 66′ Howson 85′ | Arena: Turf Moor Publik: 20,453 Domare: R. Booth |  |  |
|                |                          |           |                                   |                                                  |  |  |

| 22 18 dec 2010 | Leeds United    | 2–0       | Queens Park Rangers | Leeds                                                  |  |  |
| 15:00 GMT      | Gradel 25′, 70′ | (Rapport) |                     | Arena: Elland Road Publik: 29,426 Domare: S. Mathieson |  |  |
|                |                 |           |                     |                                                        |  |  |

| 23 26 dec 2010 | Leicester City                | 2–2       | Leeds United             | Leicester                                              |  |  |
| 15:00 GMT      | Gallagher 72′ (str.) King 76′ | (Rapport) | Gradel 19′ Snodgrass 55′ | Arena: Walkers Stadium Publik: 30,919 Domare: R. Booth |  |  |
|                |                               |           |                          |                                                        |  |  |

| 24 28 dec 2010 | Leeds United                     | 3–3       | Portsmouth                                  | Leeds                                             |  |  |
| 15:00 GMT      | Gradel 7′ Howson 10′ Johnson 62′ | (Rapport) | Nugent 33′ O'Brien 63′ (sjm.), 90+3′ (sjm.) | Arena: Elland Road Publik: 31,556 Domare: D. Webb |  |  |
|                |                                  |           |                                             |                                                   |  |  |

| 25 1 jan 2011 | Leeds United  | 1–1       | Middlesbrough | Leeds                                                |  |  |
| 13:00 GMT     | Becchio 90+1′ | (Rapport) | Wheater 20′   | Arena: Elland Road Publik: 30,452 Domare: C. Webster |  |  |
|               |               |           |               |                                                      |  |  |

| 26 4 jan 2011 | Cardiff City           | 2–1       | Leeds United  | Cardiff                                                      |  |  |
| 19:45 GMT     | Bellamy 11′ Chopra 79′ | (Rapport) | Snodgrass 59′ | Arena: Cardiff City Stadium Publik: 25,010 Domare: A. D'Urso |  |  |
|               |                        |           |               |                                                              |  |  |

| 27 15 jan 2011 | Leeds United                              | 4–0       | Scunthorpe United | Leeds                                               |  |  |
| 15:00 GMT      | Watt 16′ Gradel 20′ Johnson 29′ Somma 88′ | (Rapport) |                   | Arena: Elland Road Publik: 25,446 Domare: F. Graham |  |  |
|                |                                           |           |                   |                                                     |  |  |

| 28 22 jan 2011 | Portsmouth         | 2–2       | Leeds United          | Portsmouth                                        |  |  |
| 15:00 GMT      | Ward 26′ Utaka 61′ | (Rapport) | Becchio 47′ Somma 63′ | Arena: Fratton Park Publik: 20,040 Domare: Taylor |  |  |
|                |                    |           |                       |                                                   |  |  |

| 29 1 feb 2011 | Hull City              | 2–2 | Leeds United            | Hull                             |  |  |
| 19:45         | Fryatt 33′ Chester 40′ |     | Snodgrass 44′ Somma 56′ | Arena: KC Stadium Publik: 24,110 |  |  |
|               |                        |     |                         |                                  |  |  |

| 30 5 feb 2011 | Leeds United | 1–0 | Coventry City | Leeds                             |  |  |
| 15:00         | Somma 56′    |     |               | Arena: Elland Road Publik: 27,033 |  |  |
|               |              |     |               |                                   |  |  |

| 31 12 feb 2011 | Bristol City | 0–2 | Leeds United             | Bristol                           |  |  |
| 15:00          |              |     | Snodgrass 17′ Gradel 50′ | Arena: Ashton Gate Publik: 18,000 |  |  |
|                |              |     |                          |                                   |  |  |

| 32 19 feb 2011 | Leeds United          | 2–2 | Norwich City                | Leeds                             |  |  |
| 15:00          | Becchio 16′ Somma 75′ |     | Lansbury 45+1′ Hoolahan 69′ | Arena: Elland Road Publik: 31,601 |  |  |
|                |                       |     |                             |                                   |  |  |

| 33 22 feb 2011 | Leeds United                                   | 3–3 | Barnsley                          | Leeds                             |  |  |
| 19:45          | Becchio 23′ Gradel 37′ (str.), 70′ Johnson 52' |     | Shackell 2′ Hill 48′ Trippier 82′ | Arena: Elland Road Publik: 26,289 |  |  |
|                |                                                |     |                                   |                                   |  |  |

| 34 26 feb 2011 | Swansea City                       | 3–0 | Leeds United | Swansea                               |  |  |
| 12:45          | Sinclair 13′, 55′ (str.) Moore 72′ |     |              | Arena: Liberty Stadium Publik: 19,309 |  |  |
|                |                                    |     |              |                                       |  |  |

| 35 5 mar 2011 | Leeds United                                | 5–2 | Doncaster Rovers       | Leeds                             |  |  |
| 15:00         | Gradel 12′, 83′ Howson 50′, 90′ Becchio 75′ |     | Sharp 45+1′ Moussa 49′ | Arena: Elland Road Publik: 27,027 |  |  |
|               |                                             |     |                        |                                   |  |  |

| 36 8 mar 2011 | Preston North End | 1–2 | Leeds United             | Preston                        |  |  |
| 19:45         | Hume 63′          |     | Kilkenny 30′ Paynter 57′ | Arena: Deepdale Publik: 15,269 |  |  |
|               |                   |     |                          |                                |  |  |

| 37 12 mar 2011 | Leeds United | 0–0 | Ipswich Town | Leeds                             |  |  |
| 15:00          |              |     |              | Arena: Elland Road Publik: 27,432 |  |  |
|                |              |     |              |                                   |  |  |

| 38 19 mar 2011 | Sheffield United            | 2–0 | Leeds United | Sheffield                          |  |  |
| 13:00          | Lichaj 54′ (sjm.) Riise 74′ |     | Paynter 88'  | Arena: Bramall Lane Publik: 23,728 |  |  |
|                |                             |     |              |                                    |  |  |

| 39 2 apr 2011 | Leeds United                           | 4–1 | Nottingham Forest      | Leeds                             |  |  |
| 12:45 BST     | Howson 51′ Becchio 58′ Gradel 73′, 87′ |     | McCleary 65′ Cohen 36' | Arena: Elland Road Publik: 29,524 |  |  |
|               |                                        |     |                        |                                   |  |  |

| 40 9 apr 2011 | Millwall                          | 3–2 | Leeds United              | London                            |  |  |
| 15:00         | Henry 24′ Trotter 30′ Morison 62′ |     | Becchio 51′ O'Brien 90+5′ | Arena: The New Den Publik: 16,724 |  |  |
|               |                                   |     |                           |                                   |  |  |

| 41 12 apr 2011 | Derby County           | 2–1 | Leeds United | Derby                            |  |  |
| 19:45          | Ward 61′ B. Davies 63′ |     | Gradel 58′   | Arena: Pride Park Publik: 27,252 |  |  |
|                |                        |     |              |                                  |  |  |

| 42 18 apr 2011 | Leeds United                  | 2–2 | Watford                | Leeds                             |  |  |
| 15:00          | Becchio 72′ Deeney 88′ (sjm.) |     | Hodson 78′ Weimann 86′ | Arena: Elland Road Publik: 30,240 |  |  |
|                |                               |     |                        |                                   |  |  |

| 43 22 apr 2011 | Leeds United | 0–0 | Reading | Leeds                             |  |  |
| 19:45          |              |     |         | Arena: Elland Road Publik: 24,564 |  |  |
|                |              |     |         |                                   |  |  |

| 44 25 apr 2011 | Crystal Palace  | 1–0 | Leeds United | London                              |  |  |
| 15:00          | Danns 2′, 90+7' |     |              | Arena: Selhurst Park Publik: 20,142 |  |  |
|                |                 |     |              |                                     |  |  |

| 45 30 apr 2011 | Leeds United  | 1–0 | Burnley | Leeds                             |  |  |
| 12:45          | McCormack 33′ |     |         | Arena: Elland Road Publik: 31,186 |  |  |
|                |               |     |         |                                   |  |  |

| 46 7 maj 2011 | Queens Park Rangers | 1–2 | Leeds United             | London                            |  |  |
| 12:45         | Helguson 1′         |     | Gradel 38′ McCormack 68′ | Arena: Loftus Road Publik: 18,234 |  |  |
|               |                     |     |                          |                                   |  |  |

### FA-Cupen
| 3:e omgången 8 jan 2011 | Arsenal             | 1–1       | Leeds United  | London                                                 |  |  |
| 12:45 GMT               | Fabregas 90′ (str.) | (Rapport) | Snodgrass 55′ | Arena: Emirates Stadium Publik: 59 520 Domare: H. Webb |  |  |
|                         |                     |           |               |                                                        |  |  |

| 3:e omgången, omspel 19 jan 2011 | Leeds United | 1–3       | Arsenal                           | Leeds                                             |  |  |
| 20:00 GMT                        | Johnson 37′  | (Rapport) | Nasri 5′ Sagna 35′ Van Persie 76′ | Arena: Elland Road Publik: 38 232 Domare: M. Dean |  |  |
|                                  |              |           |                                   |                                                   |  |  |

### Ligacupen (Carling Cup)
| 1:a omgången 10 aug 2010 | Leeds United                                     | 4–0       | Lincoln City | Leeds                                                |  |  |
| 19:45 BST                | Howson 2′ Becchio 7′ Sam 29′ Kilkenny 71′ (str.) | (Rapport) |              | Arena: Elland Road Publik: 12,602 Domare: P. Tierney |  |  |
|                          |                                                  |           |              |                                                      |  |  |

| 2:a omgången 24 aug 2010 | Leeds United | 1–2       | Leicester City                | Leeds                                                 |  |  |
| 19:45 BST                | Somma 32′    | (Rapport) | Wellens 66′ Howard 89′ (str.) | Arena: Elland Road Publik: 16,509 Domare: E. Ilderton |  |  |
|                          |              |           |                               |                                                       |  |  |

### Försäsongen (träningsmatcher)
| 13 jul 2010 | MFK Ružomberok | 1–0       | Leeds United | Ružomberok, Slovakia          |  |  |
| 17:30 BST   | Chovanec 16′   | (Rapport) |              | Arena: MFK Ružomberok Stadium |  |  |
|             |                |           |              |                               |  |  |

| 16 jul 2010 | MFK Kosice | 0–1       | Leeds United | Košice, Slovakia          |  |  |
| 17:30 BST   |            | (Rapport) | Paynter 57′  | Arena: Lokomotíva Stadium |  |  |
|             |            |           |              |                           |  |  |

| 20 jul 2010 | Bury                                        | 4–0       | Leeds United | Bury                                           |  |  |
| 19:45 BST   | Lowe 36′ Bishop 65′, 89′ (str.) Carlton 85′ | (Rapport) |              | Arena: Gigg Lane Publik: 2,769 Domare: A. Penn |  |  |
|             |                                             |           |              |                                                |  |  |

| 24 jul 2010 | Hartlepool United | 0–5       | Leeds United                                         | Hartlepool                                         |  |  |
| 15:00 BST   |                   | (Rapport) | Snodgrass 5′ Becchio 40′, 68′ Johnson 45′ Howson 57′ | Arena: Victoria Park Publik: 2,619 Domare: D. Webb |  |  |
|             |                   |           |                                                      |                                                    |  |  |

| 27 jul 2010 | SK Brann   | 1–3       | Leeds United             | Bergen, Norge                      |  |  |
| 19:00 BST   | Hansen 45′ | (Rapport) | Becchio 18′, 57′ Sam 25′ | Arena: Brann Stadion Publik: 5,400 |  |  |
|             |            |           |                          |                                    |  |  |

| 31 jul 2010 | Leeds United                   | 3–1       | Wolverhampton Wanderers | Leeds                                               |  |  |
| 15:00 BST   | Gradel 33′ Sam 49′ Johnson 85′ | (Rapport) | Jarvis 45′              | Arena: Elland Road Publik: 12,979 Domare: N. Miller |  |  |
|             |                                |           |                         |                                                     |  |  |